# Minkavlerne
Minkavlerne er en dansk tv-serie, som siden 2019 har kørt på TV2 Zulu samt på TV 2's streamingtjeneste TV 2 Play. Seriens 4 sæson blev udgivet i 2023.
Serien er skabt af Kasper Gross og Jonas Mogensen. De to medvirker også i serien som de to minkavlende nordjyske brødre Martin og Allan.

## Afsnit
| Sæson | Sæson | Afsnit | Oprindelig sendt  | Oprindelig sendt |
| Sæson | Sæson | Afsnit | Start             | Slut             |
| ----- | ----- | ------ | ----------------- | ---------------- |
|       | 1     | 8      | 1. september 2019 | 21. oktober 2019 |
|       | 2     | 8      | 12. april 2021    | 31. maj 2021     |
|       | 3     | 8      | 4. april 2022     | 23. maj 2022     |
|       | 4     | 8      | 4. september 2023 | 23. oktober 2023 |

## Karakterer

### Hovedroller
- Kasper Gross - Martin Christiansen; Den ældste bror på minkfarmen. Danner par med Mie. Er ordblind, men stærk matematisk.
- Jonas Mogensen - Allan Christiansen; Lillebror til Martin og halvbror til Jakob. Gik ud af folkeskolen i 7. klasse. Er generelt meget barnlig, og får sjældent udpræget gode idéer. Har voldelige tendenser, og gav bl.a. Torben Træben sit træben, da Allan ruskede ham ned fra et reb i en idrætstime, så benet blev pulveriseret.
- Ruben Søltoft - Jakob Christiansen; Den tredje bror som i starten af serien vender hjem fra København. Kærester med Maria, og halvbror til Allan og Martin.
- Kirsten Lehfeldt - Gerda Christiansen; Allan, Martin og Jakobs mor. Gift med Niller.
- Niels Hausgaard - Niller Christiansen; Allan og Martins far. Gift med Gerda.
- Mick Øgendahl - René; I starten er han kørende fiskehandler, får job på minkfarmen, og senere på byens kro "Den Røde Løve".
- Bodil Jørgensen - Sonja; Ejer af byens kro "Den Røde Løve".
- Anna Stokholm - Maria; Dyrlæge i landsbyen. Danner par med Jakob.
- Frank Hvam - Pastor Per; Byens snakkesalige præst. Først antaget far til Maria, men viser sig at være far til Jakob, men ikke til Maria. Er også biseksuel, og har en lidt tvivlsom tro på Gud.

### Andre roller
- Mia Lyhne - Thordis; Enkefrue efter Torben Træben forsvandt. Dør i sæson 2. Mie køber hendes hus som dødsbo.
- Stina Mølgaard - Mie; Sonjas niece, medhjælper på værthuset og er kasserer i den lokale brugsforening i sæson 2. Mor til William. Danner par med Martin fra sæson 3.
- Lars Lilholt - Klaus; Kyllingeopdrætter.
- Anders Grau - Svenning; Senseo-drikkende medlem af det lokale menighedsråd.[2]
- Uffe Rørbæk Madsen - Hans; Menighedsformand.
- Martin Buch - Ledertype i Copenhagen Fur.
- Lars Hjortshøj - Jakobs vejleder på Københavns Universitet, da han er til specialeforsvar.
- Henrik Birch - Theis; Politibetjent.
- Jesper Ole Feit Andersen - Lasse; Politibetjent.
- Rasmus Bruun - Fertilitetslæge.
- Jacob Lohmann - Helmer; Fhv. minkavler. Tager sorte penge for at opbevare mink for de andre avlere under corona-pandemien.
- Bjarne Henriksen - Jens Peter; Fhv. minkavler og nabo til fam. Christiansen. Sælger farmen i sæson 3. Har ladet kemikaliefabrikker deponerer deres affald på sin grund i 1980'erne.
- Julie Rudbæk - Rebecca Ragnhild Rasmussen; Jakobs exkæreste, og medarbejder i Fødevareministeriet.
- Jytte Kvinesdal - Gurli; Byens sladretante
- Tina Gylling Mortensen - Bettina; Arbejder på genbrugsstationen.
- Kenneth M. Christensen - Bjørn; Mies ekskæreste og far til William.
- Maria Winther Nørgaard - Tulle; Helmers datter. Tulle er ikke særlig klog, men hun er alligevel snu og har en evne til at manipulere med andre og få sin vilje.
- Anders Brink Madsen - Ronni.